# Color del pelo

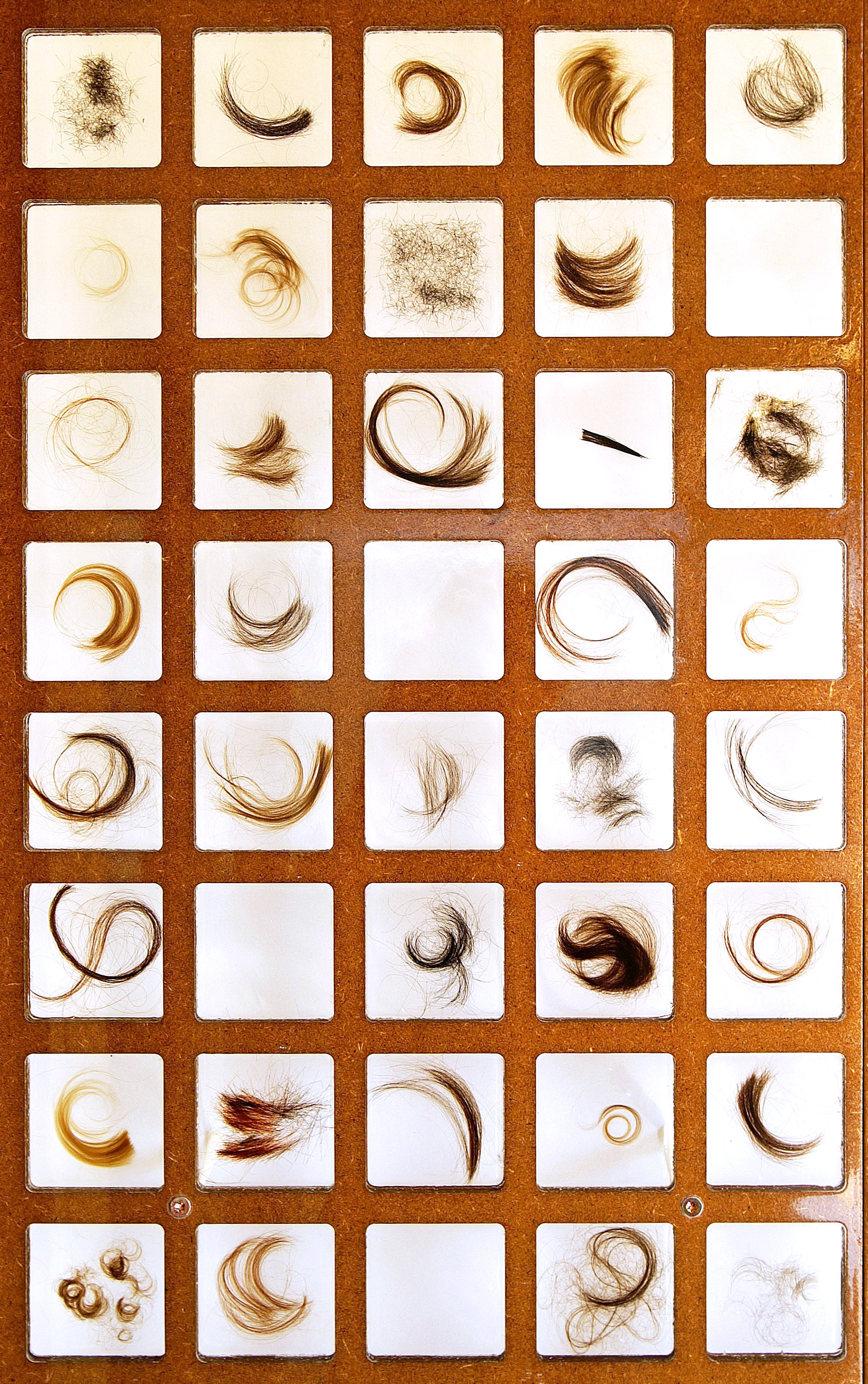
Distintas muestras de cabellos, con distintas tonalidades del color del pelo.

El color del pelo o color del cabello es el resultado de la pigmentación debida a la adición a la queratina del pelo de unas sustancias químicas de naturaleza fenólica denominadas melanina. Existen dos grandes tipos, las eumelaninas derivadas del aminoácido tirosina mediante oxidaciones y las feomelaninas, que contienen compuestos de azufre conjugados con el anillo aromático de la tirosina. En general, cuanto más eumelanina se adiciona, más oscuro es el color del pelo; cuanto más feomelanina, más claro. El color de pelo de una persona puede también cambiar con el tiempo y puede llegar a ser de color gris o blanco, canoso, por la pérdida de la capacidad parcial o total de producir melanina en los melanocitos del los bulbos pilosos para transferirla al pelo en crecimiento. Existen considerables diferencias en color y textura entre individuos de la misma raza, especialmente la blanca. Con la presencia del multiculturalismo y el mestizaje, las características del pelo en muchos países se han mezclado con la hibridación de caracteres.
La escala de Fischer-Saller, que lleva el nombre de Eugen Fischer y Karl Saller, se utiliza en antropología física y medicina para determinar los tonos del color del cabello. La escala utiliza las siguientes designaciones: A (rubio muy claro), B a E (rubio claro), F a L (rubio), M a O (rubio oscuro), P a T (marrón claro a castaño), U a Y (marrón oscuro a negro) y números romanos I a IV (rojo) y V a VI (rubio rojo).
La exposición excesiva al sol es la causa más común de daño estructural del tallo del cabello. El daño fotoquímico del cabello abarca la degradación y pérdida de proteínas del cabello, así como el deterioro del pigmento del cabello. El fotoblanqueo es común entre las personas con ascendencia europea. Alrededor del 72 por ciento de los clientes que aceptaron participar en un estudio y tienen ascendencia europea informaron en una investigación reciente de 23andMe que el sol aclara su cabello. La compañía también identificó 48 marcadores genéticos que pueden influir en el fotoblanqueo del cabello.
| blanco | rubio | rubio oscuro | rojo | marrón rojizo | marrón claro | marrón | marrón oscuro | negro |

## Genética bioquímica del color del cabello

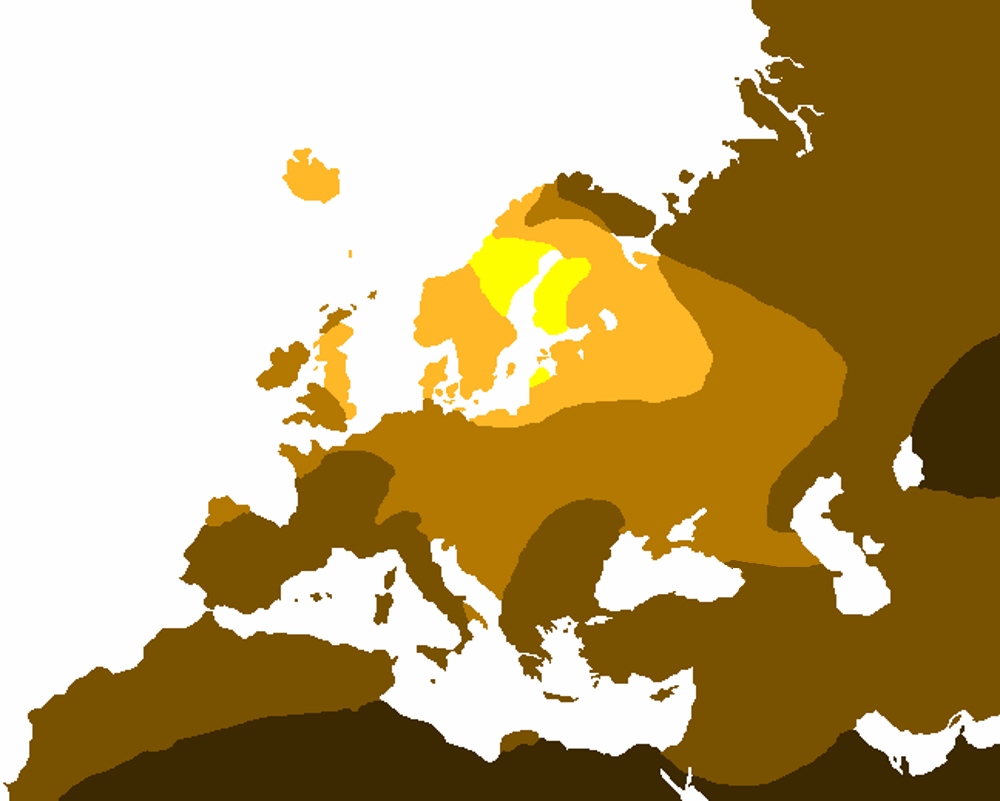
Mapa que muestra la distribución geográfica de la frecuencia de cabellos claros en la población oriunda de Europa y alrededores:
>80% (Ejemplos: Centro de Suecia y Noruega, oeste de Finlandia)
50-79% (Ejemplos: Dinamarca o Islandia)
20-49% (Ejemplos: Alemania, Irlanda, Normandía o Austria)
1-19 % (Ejemplos: Grecia, Serbia, Bulgaria o Turquía)
<1 % (Virtualmente solo fuera de Europa. Ejemplo: Península arábiga)

La base genética completa del color del cabello es compleja y no se comprende por completo. Se cree que el ADN regulador está estrechamente relacionado con la pigmentación en humanos en general, y un estudio de 2011 realizado por Branicki et al. identificó 13 variaciones de ADN en 11 genes diferentes que podrían usarse para predecir el color del cabello.
La eumelanina es negra y marrón mientras la feomelanina es roja. El aumento de eumelanina en el pelo determina su oscuridad. Una baja concentración de eumelanina marrón en el pelo le hará ser rubio, mientras que más eumelanina marrón le dará un color marrón (también llamado castaño). Mucha mayor cantidad de eumelanina negra resultará en pelo negro, y una baja concentración de eumelanina negra en el pelo lo convertirá en gris. Todo ser humano tiene feomelanina en su pelo. La feomelanina es más químicamente estable que la eumelanina negra, pero menos estable químicamente que la eumelanina marrón, que se degrada más lentamente cuando se oxida. Esta es la razón de que la lejía cause que el pelo oscuro se vuelva marrón rojizo durante el proceso de teñido artificial. Mientras la feomelanina continúa degradándose, el pelo se vuelve gradualmente color naranja, después amarillo y por último blanco.
La genética del color del pelo todavía no se ha establecido con total certidumbre. De acuerdo con la teoría más extendida y popular, al menos dos pares de genes controlan el color del pelo humano. Un gen, que es un par "marrón/rubio", tiene un alelo marrón dominante y un alelo rubio recesivo. Una persona con un alelo marrón tendrá pelo marrón; una persona sin alelos marrones será rubia. Esto explica porqué dos padres, ambos de pelo marrón, pueden tener un hijo rubio.
El otro par de genes es un par "no-rojo/rojo", en que el alelo no-rojo (que suprime la producción de feomelanina) es dominante y el alelo rojo es recesivo.
Como quiera que los dos pares de genes gobiernen el color del pelo, una persona con dos copias del alelo rojo será pelirrojo, pero podrá ser o castaño claro o castaño medio claro o de un color rojo-naranja intenso, dependiendo de si el primer par de genes le hace ser castaño o rubio, respectivamente.
El modelo de los dos genes no termina de explicar todas las posibles gamas de marrón, rubio o rojo (por ejemplo, el rubio platino frente al rubio oscuro o castaño claro), ni tampoco explica por qué el color en algunos casos se oscurece con la edad. Algunos pares de genes controlan el color oscuro frente al claro en un efecto acumulativo. Por tanto, cuanto más dominantes sean estos, más oscuro será el cabello.
En algunas personas puede haber mezclas de dos o más colores en cabello natural. Por otro lado, el cabello está sujeto a decoloración por factores externos. Por lo general el cabello se aclara o decolora durante la exposición solar prolongada, o por la inmersión reiterada en agua salada.

## Colores naturales del cabello
El color natural del cabello se debe a dos tipos de melaninas (eumelanina y feomelanina), que pueden pigmentar el cabello humano en 4 colores básicos: negro, castaño, rubio y pelirrojo. Puede ir del tono más oscuro (negro) al más claro (rubio platino), con mezclas de algunos de estos colores, por ejemplo: rojo con mezclas rubias y/o castañas (pelirrojo dorado), rubio con mezclas castañas (rubio oscuro-castaño claro), negro o con mezclas castañas (negro-castaño oscuro), castaño con mezclas rubias y/o anaranjadas (castaño claro-rubio oscuro). En el caso de los hombres el color de la barba puede ser distinto al del cabello. El color negro es el más común. El color del pelo está genéticamente asociado en ocasiones con el color de la piel y el color de los ojos[cita requerida].
| | Cabello negro |
| El cabello negro es el color más oscuro. El pelo completamente negro, aunque parece ser el color más común en los seres humanos, prácticamente no existe. El llamado cabello negro es aquel que tiene mayor cantidad de eumelanina – la forma más común de melanina, un polímero negro-marrón de ácidos carboxílicos de dihidroxindol y sus formas reducidas. Por tanto, el cabello negro natural es en realidad negro-marrón, más conocido como castaño oscuro. Muchas personas lo llegan a confundir por la existencia de tantas tonalidades artificiales. Aunque es más grueso, es menos denso que el de otros colores y, al igual que la piel más oscura, es un color que sufre menos daños ante la exposición a los rayos del sol. |               |

| | Cabello castaño |
| El cabello castaño es uno de los colores más comunes y también se distribuye ampliamente en el mundo. Se caracteriza por altos niveles de pigmentación oscura (eumelanina) y bajos niveles del pigmento pálido (phaeomelanina). De los dos tipos de eumelanina (negra y marrón), en las personas castañas prevalece la eumelanina marrón. Generalmente este color de cabello es de espesor medio, mientras que el color de piel de la persona abarca una amplia gama de posibilidades. |                 |

| | Cabello rubio |
| El cabello rubio es un fenotipo humano relativamente común, debido a su asociación con genes recesivos y a la propagación del mestizaje. Se halla en un 2% de la población humana aproximadamente. El color rubio abarca una gama bastante amplia que va desde el rubio platino casi blanco, hasta el rubio extremadamente brillante, casi incluso adoptando el castaño muy claro. |               |

| | Cabello pelirrojo (rojo anaranjado) |
| Abarca desde coloraciones color manzana vivo hasta tonalidades cobrizas. El cabello rojo se cree que es causado por variaciones en el gen que codifica el receptor MC1R de la melanotropina que da lugar a un predominio en la síntesis de feomelaninas frente a la eumelaninas. Un último estudio realizado determinó que aproximadamente tan solo el 1% de la población mundial es Pelirroja Natural. Además, tienen menos cabello que sus contrapartes, pero este es mucho más grueso. |                                     |

| | Cabello canoso |
| El color gris o canas es un color que se da naturalmente cuando la gente envejece. se debe a la ausencia de melanina. En algunos casos, el color gris también puede ser causado por una deficiencia de B12 o descompensación de las tiroides. |                |

| | Cabello blanco |
| El color blanco se da extrañamente en muy pocas personas del mundo unas de ellas son las que padecen albinismo, en algunas personas de tercera edad y en niños. Usualmente es producto de la pequeña cantidad de melanina y de pigmentación del cabello de ciertos individuos. En el caso de los albinos puede ser un rubio tan claro que llega a tener aspecto de pelo blanco. El cabello blanco en niños se debe a la herencia genética, en estos casos no se debe acudir a tratamientos para el cuidado del individuo, como en el albinismo, solamente es la pigmentación de su cabello, que no conlleva ningún problema, este color de cabello lo llevaran toda su vida. Este tipo de genes de herencia genética los pueden transportar mujeres pero pocas se ven afectadas por el cambio de pigmentación, en cambio todos los hombres que los transporten se verán afectados. |                |

## Condiciones que afectan al color del cabello

### Edad

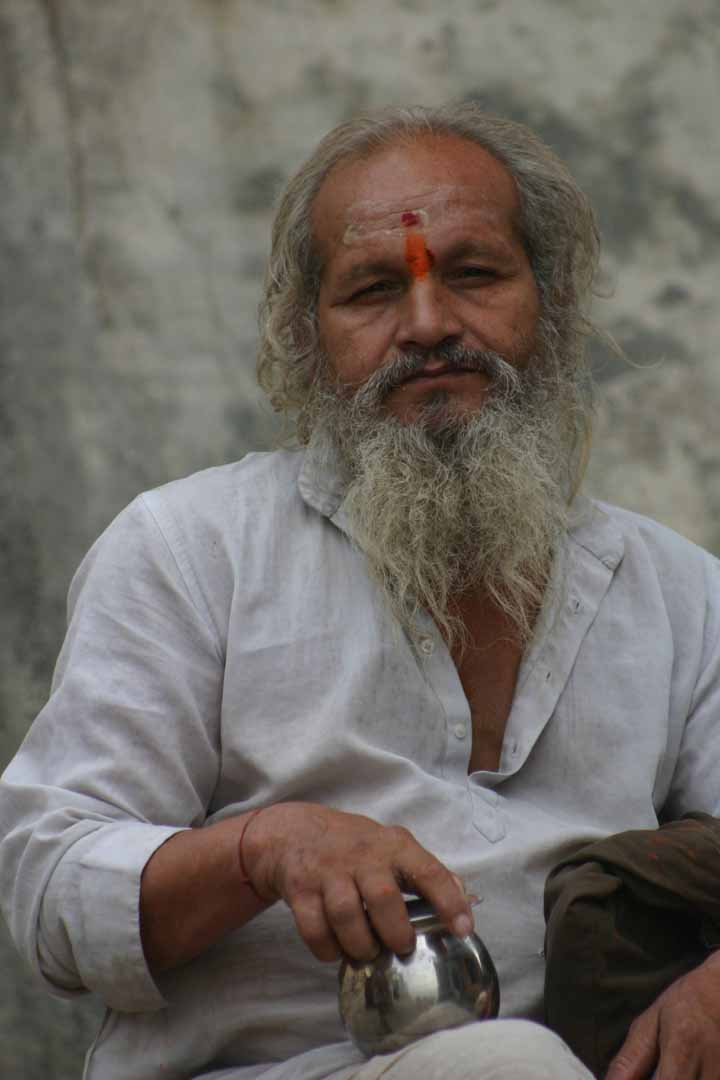
Un hombre a pelo gris.

Un cambio de color en el cabello ocurre generalmente a medida que la gente envejece, generalmente cambiando el color del pelo natural a gris y luego a blanco. Los investigadores especulan que ciertas proteínas del pigmento del cabello se activan a medida que los niños crecen, tal vez en respuesta a cambios hormonales que ocurren cerca de la pubertad. El cabello de casi todas las personas comenzará a encanecer a medida que envejecen, aunque cuándo sucede y en qué medida es variable. Las canas son en parte hereditarias y pueden variar según el origen étnico; también depende un poco de factores externos como el estrés. El cabello se vuelve gris cuando el folículo piloso pierde su capacidad de producir melanina, pero aun no está claro exactamente por qué ocurre esto. Más del 40% de los habitantes de Estados Unidos tienen el pelo grisáceo al cumplir los cuarenta, pero pueden aparecer pelos blancos incluso en la infancia. La edad a la que el cabello comienza a ponerse blanco está regida por los genes heredados de sus progenitores. A veces se puede nacer con algo de cabello gris porque se transmite genéticamente.
El cambio en el color del pelo es causado por un descenso de la pigmentación que ocurre cuando la melanina deja de producirse en las raíces y los nuevos pelos crecen sin pigmento. Dos genes parecen ser los responsables de esto, el Bcl2 y Mitf.  Las células del tallo en la base de los fóliculos del pelo son las encargadas de producir melanocitos, que son las células que producen y almacenan los pigmentos en el pelo y en la piel. La desaparición de estas células son el comienzo de que el pelo comience a volverse gris.

### Otras condiciones médicas
El albinismo es una anomalía genética en la cual se pierde la capacidad de producir pigmentos como la melanina y otros. Esto da como resultado ojos de color despigmentados anómalamente o rojos, piel despigmentada anómalamente y cabello despigmentado. 
El vitíligo es una pérdida irregular del color del cabello y de la piel que puede ocurrir como resultado de una enfermedad autoinmune.
La malnutrición es otra de las causas por las que el pelo se puede volver más luminoso, más fino y más quebradizo. El cabello oscuro se puede volver así rojizo debido a un descenso en la producción de melanina. Esta condición es reversible con unas condiciones apropiadas de nutrición.
El síndrome de Werner y la anemia perniciosa pueden también causar el encanosamiento del cabello prematuramente.
Un reciente estudio demostró que las personas entre 50-70 años con cejas oscuras pero cabello gris son más dadas a tener diabetes de tipo II que aquellas que tienen tanto las cejas como el cabello gris.

### Cambio del color tras el óbito
El color de pelo de las momias o de cuerpos enterrados puede cambiar a lo largo de grandes periodos de tiempo. El pelo contiene una mezcla de eumelanina negra-marrón-amarilla y feomelanina roja. La eumelanina es químicamente menos estable que la feomelanina y se rompe más rápido cuando se oxida. Es por esta razón por la que las momias egipcias tienen el pelo rojo. El color del pelo cambia más rápido bajo condiciones extremas. Cambia más lentamente bajo condiciones secas de oxidación (como entierros en arena o bajo el hielo) que bajo condiciones húmedas de reducción (como entierros en féretros de madera o yeso).

## Coloración del pelo

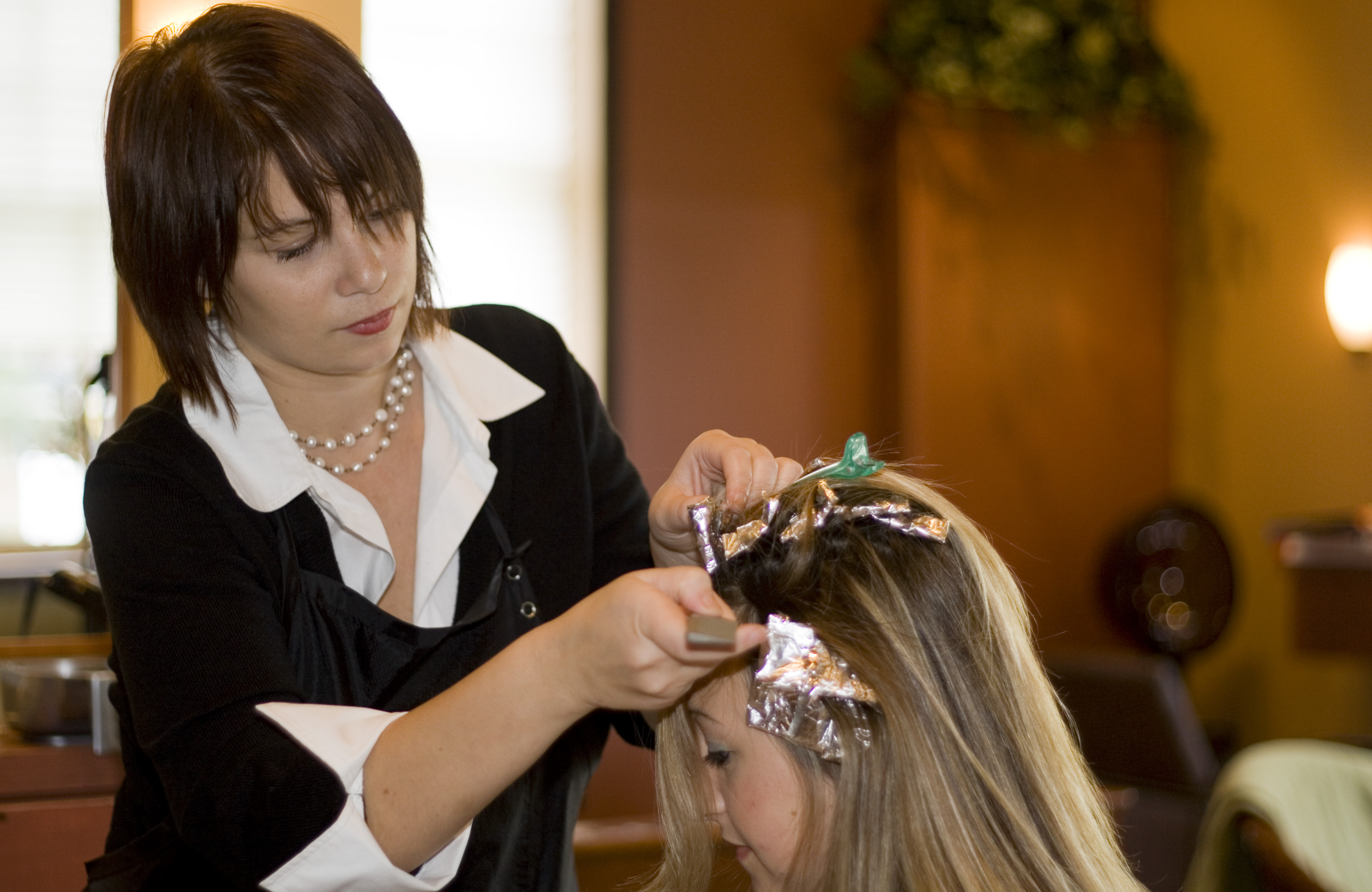
Una peluquera colorando el pelo de su cliente.

El proceso de cambiar el color de pelo de una persona puede realizarse mediante un proceso químico conocido como «coloración del pelo» o «teñido del cabello». La coloración del pelo puede ser permanente o temporal y la duración de sus efectos viene determinada, en parte, por el tipo de pelo de cada persona. La coloración de pelo tiende a requerir un cuidado especial y no debe realizarse muy a menudo si se quiere preservar la salud del cabello.